# Шаманов, Павел Михайлович
Па́вел Миха́йлович Шама́нов (15 мая 1926 — 3 ноября 1988) — советский государственный и партийный деятель, председатель Свердловского исполкома горсовета народных депутатов в 1980—1988 годах. Кавалер ордена Ленина и лауреат премии Совета Министров СССР.

## Биография
Родился 15 мая 1926 года в деревне Михалево Кологривского уезда Костромской губернии (ныне — Парфеньевский район Костромской области).
В 1933 году семья переезжает в Пермскую область — город Соликамск. В этом же году в возрасте семи лет Шаманов начинает учиться в местной средней школе. После окончания школы в 1943 году Шаманов поступает в Уральский политехнический институт в Свердловске на кафедру подъемно-транспортных машин. Институт окончил с отличием.
В 1948 году назначен инженером в трест «Свердловскуглестрой» в городе Карпинск Свердловской области. В 1958 году вступает в КПСС. С 1960 года работает главным инженером управления механизации в тресте. В последующие годы Шаманов занимал должности управляющего трестом «Строймеханизация» № 2, замначальника «Главсредуралстроя», начальника Всесоюзного промышленного объединения «Союзстройконструкция».
24 декабря 1980 года был избран председателем Свердловского исполкома горсовета народных депутатов. Занимал данный пост вплоть до самой смерти в 1988 году. На посту градоначальника Свердловска принимал участие в создании концепции экономического и социального развития города в период до 2010 года.
Скончался Павел Михайлович Шаманов после тяжёлой продолжительной болезни 3 ноября 1988 года. Похоронен на Широкореченском кладбище.

## Личная жизнь
Сын Павла Михайловича, Сергей, был женат на дочери Владимира Житенёва — секретаре Свердловского обкома КПСС по идеологии в 1978—1986 годах.

## Награды
- Орден Ленина (за плодотворную работу по выполнению заданий одиннадцатой пятилетки[7])
- Два ордена Трудового Красного Знамени
- Медаль «В ознаменование 100-летия со дня рождения Владимира Ильича Ленина»
- Премия Совета Министров СССР (1984 год[8])
- Медаль «К 40-летию завершения национально-освободительной борьбы чехословацкого народа и освобождения Чехословакии Советской Армией»

## Память
- 12 мая 2010 года именем Павла Шаманова была названа одна из екатеринбургских улиц во внутригородском районе Академический[9][10].